# Serge Voronoff

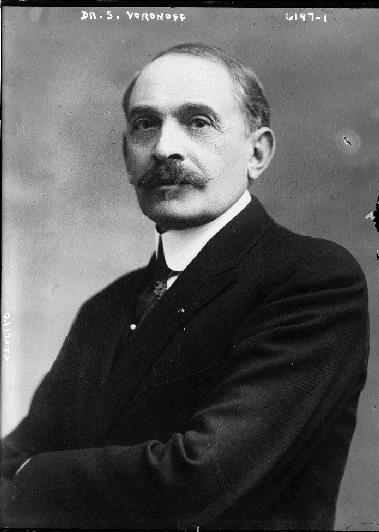
Serge Voronoff

Serge Voronoff (ursprungligen Sergej Abramovitj Voronov, Сергей Абрамович Воронов), född 10 juli 1866 i Voronezj i Kejsardömet Ryssland, död 3 september 1951 i Lausanne, var en rysk-fransk kirurg och fysiolog. 
Voronoff studerade i Paris, naturaliserades i Frankrike och var direktör för laboratoriet för kirurgiska experiment vid Collège de France. Han är bekant genom sin föryngringsmetod medelst operativt ingrepp på könskörtlarna, framlagd bland annat i Étude sur la vieillesse et le rajeunissement par la greffe (1926). Operationen tillgick så, att delar av ett ungt djurs (schimpans) testiklar inympades på mannens och delar av en djurhonas ovarium på kvinnans. 
Voronoffs metod fick mycket stor uppmärksamhet, men möttes med stor skepsis från forskarhåll och visade sig med tiden inte alls ha de verkningar vilka han utlovat. Vid sitt frånfälle var han helt utdömd av vetenskapen och endast ett fåtal tidningar publicerade dödsrunor.